# 領克01
領克01（舊稱為吉利CX11）是吉利汽車子公司領克於2017年推出的一款跨界休旅車，亦是該品牌的第一款汽車，以富豪XC40為基礎而開發。

## 簡介
領克01以與富豪XC40相同的CMA平台（Compact Modular Architecture platform）為基礎而開發，因此與富豪XC40共享多種相同技術及元素，包括內飾、電子設備、引擎及安全系統。
該車以共享電子車匙控制，以令車主能在其他領克車輛上使用。最初將由富豪的1.5升3缸引擎和2.0升4缸汽油引擎提供動力，並配備手動及七速自動變速箱。
目前領克01共用車型：領克01、領克01 EM-P、領克01 EM-F。

## 銷售
該車於2017年開始發售，至2020年1月已售出共17102輛。

## 來源
1. ↑  Edward Niedermeyer. . The Drive. 28 February 2019  [2020-03-30]. （原始内容存档于2020-11-07） （英语）.
2. 1 2 3 4 5   (PNG). LYNK & CO.   [31 January 2018]. （原始内容存档于31 January 2018） （中文）.
3. ↑  Gaving Green. . www.carmagazine.co.uk. Car Magazine. 2016年10月21日. （原始内容存档于31 January 2018） （英语）.
4. ↑  Tycho De Feijter. . Forbes. 23 October 2016. （原始内容存档于24 October 2016） （英语）.
5. ↑  .   [2020-03-30]. （原始内容存档于2020-01-28）.